# ده ملكو (كوهستان)
ده ملكو (بالفارسية: ده ملکو) هي قرية تقع في إيران في Kuhestan Rural District. يقدر عدد سكانها بـ 112 نسمة بحسب إحصاء 2016.